# Why Don't You Want My Love?
Why Don't You Want My Love? è un singolo della cantautrice e ballerina statunitense LaToya Jackson  pubblicato nel 1991.

## Descrizione
Nel 1990 la Jackson firmò un contratto con la BCM Records, in Germania, e cominciò a registrare un nuovo album. Why Don't You Want My Love? doveva esserne solo il singolo di apertura, ma prima che l'album fosse completato la società fallì e con la BCM non uscirono altri brani che questo.
Nel 1993 il singolo fu ristampato dall'etichetta discografica tedesca Legend, in versione remix, insieme alle 12 tracce del precedente disco Bad Girl, in una raccolta dal titolo Why Don't You Want My Love?.

## Promozione
Originariamente l'uscita del singolo era programmata per l'autunno 1990, ma slittò varie volte fino a che non fu pubblicato nel gennaio 1991 in Germania, Austria e Svizzera.
La BCM iniziò una grande campagna pubblicitaria con lo slogan "Un nuovo inizio con la BCM". Alla fine del CD c'è anche un breve messaggio della cantante a tutti i DJ, nel quale sussurra: «Adesso DJ, perché non volete il mio amore?».

## Accoglienza e successo commerciale
Nonostante tutto, il brano non riuscì ad entrare nelle classifiche e la popstar poco dopo passò all'etichetta discografica Pump Records, dei Paesi Bassi, e pubblicò un nuovo singolo e un nuovo album solo 10 mesi dopo.

## Tracce
1. Why Don't You Want My Love? (Radio Version)
2. Why Don't You Want My Love? (Original Version)
3. Why Don't You Want My Love? (Bruce Forest Remix)
4. Why Don't You Want My Love? (Instrumental Remix - Hot Mix D.J. Drop in)